# Temporada 1954 de las Grandes Ligas de Béisbol
La Temporada 1954 de las Grandes Ligas de Béisbol fue disputada de abril a octubre, con 8 equipos tanto en la Liga Americana como en la Liga Nacional con cada equipo jugando un calendario de 154 partidos.
La temporada finalizó cuando New York Giants derrotó en la Serie Mundial a Cleveland Indians, que fue la quinta en la historia de la franquicia y última en New York. Por segunda temporada consecutiva, una franquicia de la MLB fue reubicada, ya que los St. Louis Browns se trasladaron a Baltimore y se convirtieron en Baltimore Orioles, que jugaron sus partidos en casa en el Memorial Stadium.

## Premios y honores
- MVP
  - Yogi Berra, New York Yankees (AL)
  - Willie Mays, New York Giants (NL)
- Novato del año
  - Bob Grim, New York Yankees (AL)
  - Wally Moon, St. Louis Cardinals (NL)

## Temporada Regular
| Liga Americana         | Liga Americana | Liga Americana | Liga Americana | Liga Americana | Liga Americana | Liga Americana |
| Equipo                 | V              | D              | CTE            | JD             | LOCAL          | VISITA         |
| ---------------------- | -------------- | -------------- | -------------- | -------------- | -------------- | -------------- |
| Cleveland Indians      | 111            | 43             | .721           | -              | 59-18          | 52-25          |
| New York Yankees       | 103            | 51             | .669           | 8              | 54-23          | 49-28          |
| Chicago White Sox      | 94             | 60             | .610           | 17             | 45-32          | 49-28          |
| Boston Red Sox         | 69             | 85             | .448           | 42             | 38-39          | 31-46          |
| Detroit Tigers         | 68             | 86             | .442           | 43             | 35-42          | 33-44          |
| Washington Senators    | 66             | 88             | .429           | 45             | 37-41          | 29-47          |
| Baltimore Orioles      | 54             | 100            | .351           | 57             | 32-45          | 22-55          |
| Philadelphia Athletics | 51             | 103            | .331           | 60             | 29-47          | 22-56          |

| Liga Nacional         | Liga Nacional | Liga Nacional | Liga Nacional | Liga Nacional | Liga Nacional | Liga Nacional | Liga Nacional |
| Equipo                | V             | D             | CTE           | JD            | LOCAL         | VISITA        |               |
| --------------------- | ------------- | ------------- | ------------- | ------------- | ------------- | ------------- | ------------- |
| New York Giants       | 97            | 57            | .630          | -             | 53-23         | 44-34         |               |
| Brooklyn Dodgers      | 92            | 62            | .597          | 5             | 45-32         | 47-30         |               |
| Milwaukee Braves      | 89            | 65            | .578          | 8             | 43-34         | 46-31         |               |
| Philadelphia Phillies | 75            | 79            | .487          | 22            | 39-39         | 36-40         |               |
| Cincinnati Redlegs    | 74            | 80            | .481          | 23            | 41-36         | 33-44         |               |
| St. Louis Cardinals   | 72            | 82            | .468          | 25            | 33-44         | 39-38         |               |
| Chicago Cubs          | 64            | 90            | .416          | 33            | 40-37         | 24-53         |               |
| Pittsburgh Pirates    | 53            | 101           | .344          | 44            | 31-46         | 22-55         |               |

## Postemporada
NL New York Giants (4) vs. AL Cleveland Indians (0)
|                                       |
| Campeón New York Giants Quinto Título |

## Líderes de la liga

### Liga Americana
Líderes de Bateo 
| Categoría           | Jugador                 | Equipo  | Marca |
| ------------------- | ----------------------- | ------- | ----- |
| Porcentaje de bateo | Bobby Avila             | CLE     | .341  |
| Cuadrangulares      | Larry Doby              | CLE     | 32    |
| Carreras Impulsadas | Larry Doby              | CLE     | 126   |
| Carreras Anotadas   | Mickey Mantle           | NYY     | 129   |
| Hits                | Nellie Fox Harvey Kuenn | CHW DET | 201   |
| Robo de Bases       | Jackey Jensen           | BOS     | 22    |

Líderes de Pitcheo 
| Categoría         | Jugador              | Equipo | Marca |
| ----------------- | -------------------- | ------ | ----- |
| Victorias         | Early Wynn Bob Lemon | CLE    | 23    |
| Derrotas          | Don Larsen           | BAL    | 21    |
| ERA               | Mike Garcia          | CLE    | 2.64  |
| Ponches           | Bob Turley           | BAL    | 185   |
| Entradas Lanzadas | Early Wynn           | CLE    | 270.2 |
| Juegos salvados   | Johnny Sain          | NYY    | 26    |

### Liga Nacional
Líderes de Bateo 
| Categoría           | Jugador                 | Equipo  | Marca |
| ------------------- | ----------------------- | ------- | ----- |
| Porcentaje de bateo | Willy Mays              | NYG     | .345  |
| Cuadrangulares      | Ted Kluszewski          | CIN     | 49    |
| Carreras Impulsadas | Ted Kluszewski          | CIN     | 141   |
| Carreras Anotadas   | Duke Snider Stan Musial | BRO STL | 120   |
| Hits                | Don Mueller             | NYG     | 212   |
| Robo de Bases       | Bill Bruton             | MLN     | 34    |

Líderes de Pitcheo 
| Categoría         | Jugador          | Equipo | Marca |
| ----------------- | ---------------- | ------ | ----- |
| Victorias         | Robin Roberts    | PHI    | 23    |
| Derrotas          | Murry Dickson    | PHI    | 20    |
| ERA               | Johnny Antonelli | NYG    | 2.30  |
| Ponches           | Robin Roberts    | PHI    | 185   |
| Entradas Lanzadas | Robin Roberts    | PHI    | 336.2 |
| Juegos salvados   | Jim Hughes       | BRO    | 24    |